# Teinotarsina lushanensis
Teinotarsina lushanensis is een vlinder uit de familie wespvlinders (Sesiidae), onderfamilie Sesiinae.
Teinotarsina lushanensis is voor het eerst wetenschappelijk beschreven door Xu & Liu in 1999. De soort komt voor in het Oriëntaals gebied.